# More Blues

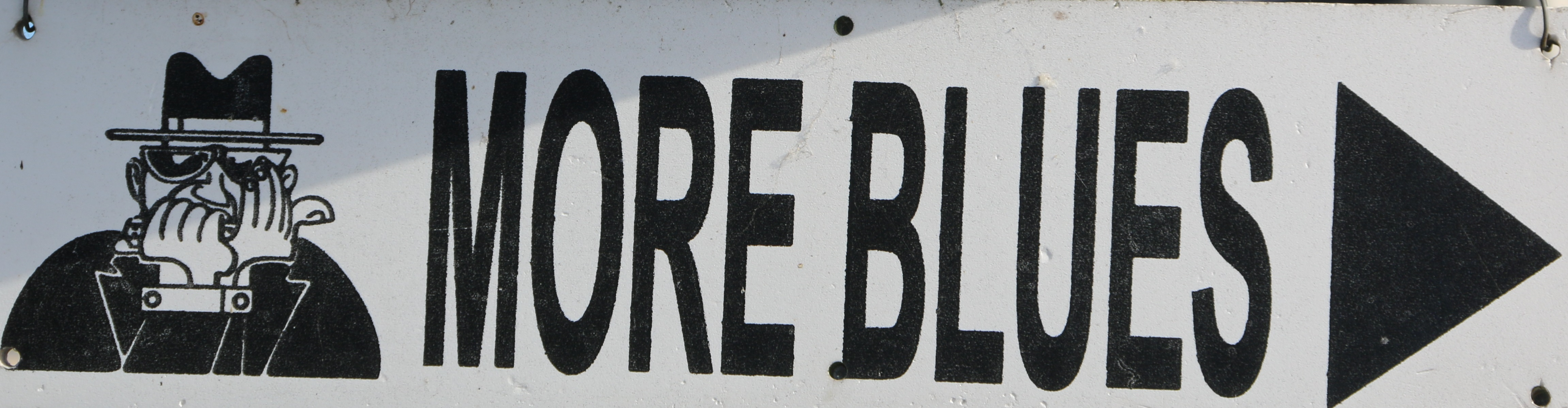

More Blues Fest(ival) (in 2003-2004 tijdelijk omgedoopt tot More Fine Music Festival) is een jaarlijks festival  dat gehouden wordt  in het Oost-Vlaamse Zottegem. Vroeger werden de concerten georganiseerd aan de Bevegemse Vijvers of in het Egmontpark, nu in Grotenberge. Artiesten die optraden op More Blues zijn onder andere Boogie Boy, Tiny Legs Tim. In 2016 werd volkszanger Miele er geëerd.